# Georg Michaelis

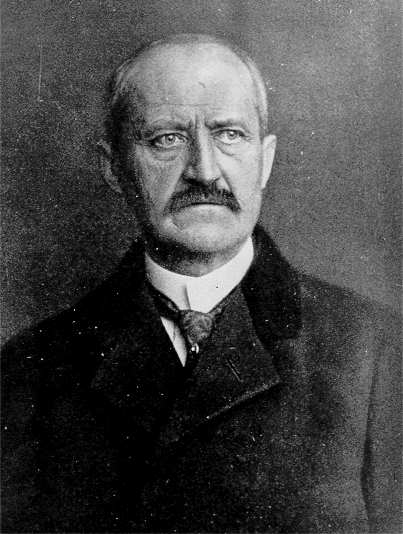
Georg Michaelis

Georg Michaelis (Haynau (Silezië), 8 september 1857 - Bad Saarow (Brandenburg), 24 juli 1936) was een Duits jurist en staatsman. Hij was in 1917 korte tijd rijkskanselier en premier van Pruisen.

## Levensloop
Hij stamde uit een juristengeslacht en groeide op in Frankfurt (Oder). Na zijn eindexamen in 1876 studeerde hij rechtswetenschappen in Breslau, Leipzig en Würzburg. Na in 1874 te Göttingen te zijn gepromoveerd, werd hij in 1885 medewerker bij het Openbaar Ministerie te Berlijn. Van 1885 tot 1889 doceerde hij te aan de Schule deutscher Rechtswissenschaften in Tokio. Terug in Duitsland trad hij in dienst bij de Pruisische overheid (1889-1891). Vervolgens werd hij Officier van Justitie in Schneidemühl (1891-1892), regeringsraad in Trier (1892-1895) en in Arnsberg (1895-1897), refendaris (Oberregierungsrat) en afdelingschef in Berlijn (1897-1900), plaatsvervangend regeringspresident in Liegnitz (1900-1902) en Oberpräsidialrat in Breslau (1902-1909).
Hij werd in 1909 onderstaatssecretaris in het Pruisische ministerie van Financiën en na het uitbreken van de Eerste Wereldoorlog in 1914 leider van het rijksbureau voor graan (Reichsgetreidestelle), in welke hoedanigheid hij gedurende de oorlog verantwoordelijk was voor de distributie van Pruisische graanproducten. In 1917 werd hij bevorderd tot secretaris-generaal voor voedselvoorziening.
Toen Theobald von Bethmann Hollweg door de Oberste Heeresleitung tot aftreden werd gedwongen, werd de relatief onbekende Michaelis op 17 juli 1917 tot veler verbazing als zijn opvolger tot rijkskanselier en premier van Pruisen benoemd. Hij was daarmee de eerste niet-adellijke rijkskanselier.
Reeds vijf dagen na zijn aanstelling jaagde hij door zijn houding jegens de vredesresolutie van Matthias Erzberger - die hij door de toevoeging "zoals ik ze opvat" praktisch waardeloos maakte - de meerderheidspartijen in de Rijksdag tegen zich in het harnas. Bovendien verzette hij zich tegen de door deze voorgestelde liberale hervormingen. Op het vredesvoorstel van paus Benedictus XV gaf hij geen duidelijke reactie. Als premier van Pruisen hield hij een hervorming van het kiesstelsel tegen.
Omdat hij steeds meer als een marionet van Paul von Hindenburg en Erich Ludendorff werd gezien, werd Michaelis op 31 oktober 1917 - slechts drieënhalve maand na zijn aanstelling - gedwongen af te treden. Een poging wel premier van Pruisen te blijven mislukte. Hij weigerde een functie in het kabinet van zijn opvolger Georg von Hertling.
Van 1 april 1918 tot 31 maart 1919 was hij Oberpräsident van de provincie Pommeren. Als zodanig werkte hij tegen het einde van de oorlog met de plaatselijke Arbeiders- en Soldatenraad samen, maar hij werd door de socialistische regering in Berlijn toch afgezet. Hierna wijdde hij zich aan de studentenwereld en de kerk en werd hij lid van de Deutschnationale Volkspartei. Hij stierf op 24 juli 1936 in Bad Saarow.
Michaelis was gehuwd met Margarete Schmidt (1869–1958) en had twee zoons: Karl (1900) en Gottfried (1904).
Tijdens zijn korte regering werd hij in de Orde van de Kroon van Wijnruit opgenomen. De familie heeft de versierselen in 2007 verkocht.

## Werk
- Für Staat und Volk. Eine Lebensgeschichte (Furche, Berlijn 1922)
- Weltreisegedanken (Furche, Berlijn 1923)

- Bibliothèque nationale de France: cb12918269n (data)
- Gemeinsame Normdatei: 119059584
- International Standard Name Identifier: 0000 0001 0936 4933
- Library of Congress Control Number: n88638046
- Bibliotheek van het Japanse parlement: 00621127
- Nationale Bibliotheek van Tsjechië: jx20120829002
- Nationale Bibliotheek van Polen: a0000003278075
- Nederlandse Thesaurus van Auteursnamen: 120900270
- Système universitaire de documentation: 067819737
- Virtual International Authority File: 112418335
- WorldCat: E39PBJp9p9vWmGdP8dHYcXf6rq

Karl August von Hardenberg · Christian Günther von Bernstorff · Johann Peter Friedrich Ancillon · Heinrich Wilhelm von Werther · Mortimer Maltzan · Heinrich von Bülow · Karl Ernst Wilhelm von Canitz und Dallwitz · Adolf Heinrich von Arnim-Boitzenburg · Heinrich Alexander von Arnim · Alexander von Schleinitz · Rudolf von Auerswald · August Heinrich Hermann von Dönhoff · Friedrich Wilhelm von Brandenburg · Heinrich Friedrich von Arnim-Heinrichsdorff-Werbelow · Friedrich Wilhelm von Brandenburg (a.i.) · Alexander von Schleinitz · Joseph von Radowitz · Otto Theodor von Manteuffel · Alexander von Schleinitz · Albrecht von Bernstorff · Otto von Bismarck · Herbert von Bismarck (a.i.) · Leo von Caprivi · Adolf Hermann Marschall von Bieberstein · Bernhard von Bülow · Theobald von Bethmann Hollweg · Georg Michaelis · Georg von Hertling · Max van Baden
Adolf Heinrich von Arnim-Boitzenburg · Ludolf Camphausen · Rudolf von Auerswald · Ernst von Pfuel · Friedrich Wilhelm von Brandenburg · Adalbert von Ladenberg (a.i.) · Otto Theodor von Manteuffel · Karel Anton van Hohenzollern-Sigmaringen · Adolf zu Hohenlohe-Ingelfingen (a.i.) · Otto von Bismarck · Albrecht von Roon · Otto von Bismarck · Leo von Caprivi · Botho zu Eulenburg · Chlodwig zu Hohenlohe-Schillingsfürst · Bernhard von Bülow · Theobald von Bethmann Hollweg · Georg Michaelis · Georg von Hertling · Max van Baden · Paul Hirsch · Heinrich Ströbel · Paul Hirsch · Otto Braun · Adam Stegerwald · Otto Braun · Wilhelm Marx · Otto Braun · Hermann Göring
Otto von Bismarck · Leo von Caprivi · Chlodwig zu Hohenlohe-Schillingsfürst · Bernhard von Bülow · Theobald von Bethmann Hollweg · Georg Michaelis · Georg von Hertling · Max von Baden · Friedrich Ebert · Hugo Haase · Philipp Scheidemann · Gustav Bauer · Hermann Müller · Konstantin Fehrenbach · Joseph Wirth · Wilhelm Cuno · Gustav Stresemann · Wilhelm Marx · Hans Luther · Hermann Müller · Heinrich Brüning · Franz von Papen · Kurt von Schleicher · Adolf Hitler · Joseph Goebbels · Johann Ludwig Schwerin von Krosigk